# Pierre Allemane
Pour les articles homonymes, voir Allemane.
Pierre Allemane, né le 19 janvier 1882 à Montpellier et mort le 24 mai 1956 à Autreville, est un joueur international français de football.

## Biographie
Cet arrière puis demi-centre évolue principalement au sein des clubs parisiens de Passy, de l'United Sport Club, du Club français, du Racing Club de France et du CASG Paris. 
Doté de « moyens physiques formidables », salué pour sa distribution de jeu et régulièrement confronté à des joueurs anglais lors des premières joutes internationales,, Allemane reçoit sept sélections en équipe de France entre 1905 et 1908. Lors de ces sept sélections, Allemane se voit confier le brassard de capitaine de l'équipe de France. Il est par ailleurs le premier racingman à connaître les honneurs de l'équipe de France.
Pendant la Première Guerre mondiale, Allemane est dans l'artillerie lourde et reçoit la Croix de guerre.
Après-guerre, Allemane entraîne notamment l'équipe première de l'Union sportive et amicale de Clichy puis, alors agent de change à la Bourse de Paris, de l'Association sportive de la Bourse,. Parallèlement, il endosse ponctuellement un rôle de conseiller sportif dans la presse spécialisée,.

## Carrière
- 1896–1899 :  Union athlétique de Passy[17],[18]
- 1897 :  United Sport Club[19]
- 1899–1902 :  Club français[20]
- 1902–1909 :  Racing Club de France (saison 1905-1906[21])
- Saison 1903–1904 :  FC Paris[22]
- 1908 :  Sporting Club Amical[23]
- 1909–1914 :  Club athlétique des sports généraux[24]
- 1914 :  Union sportive et amicale de Clichy[1]

Le joueur fut critiqué dans la presse pour changer régulièrement d'équipe, disposant de plusieurs licences dans différents clubs parisiens.

## Palmarès
- Médaille d'argent aux Jeux olympiques de 1900, avec l'équipe de France olympique USFSA ;
- Champion de France USFSA 1907, avec le Racing ;
- Vice-champion de France USFSA 1900 avec le Club français, et 1902[26], 1903[27] et 1908 avec le Racing ;
- Champion de la ville de Paris en 1899[28] et 1900
- Coupe Manier 1900[29] ;
- Coupe Dewar 1905, 1906 et 1907 (finaliste en 1904).

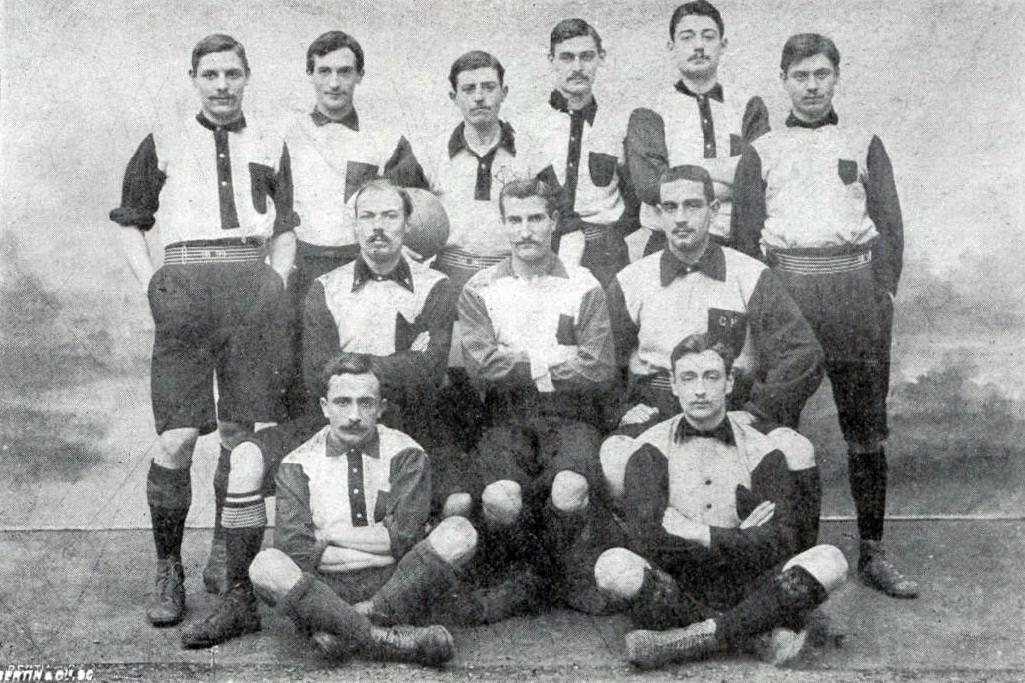
Le Club français champion de Paris en 1899. Allemane est le 2e debout depuis la droite.
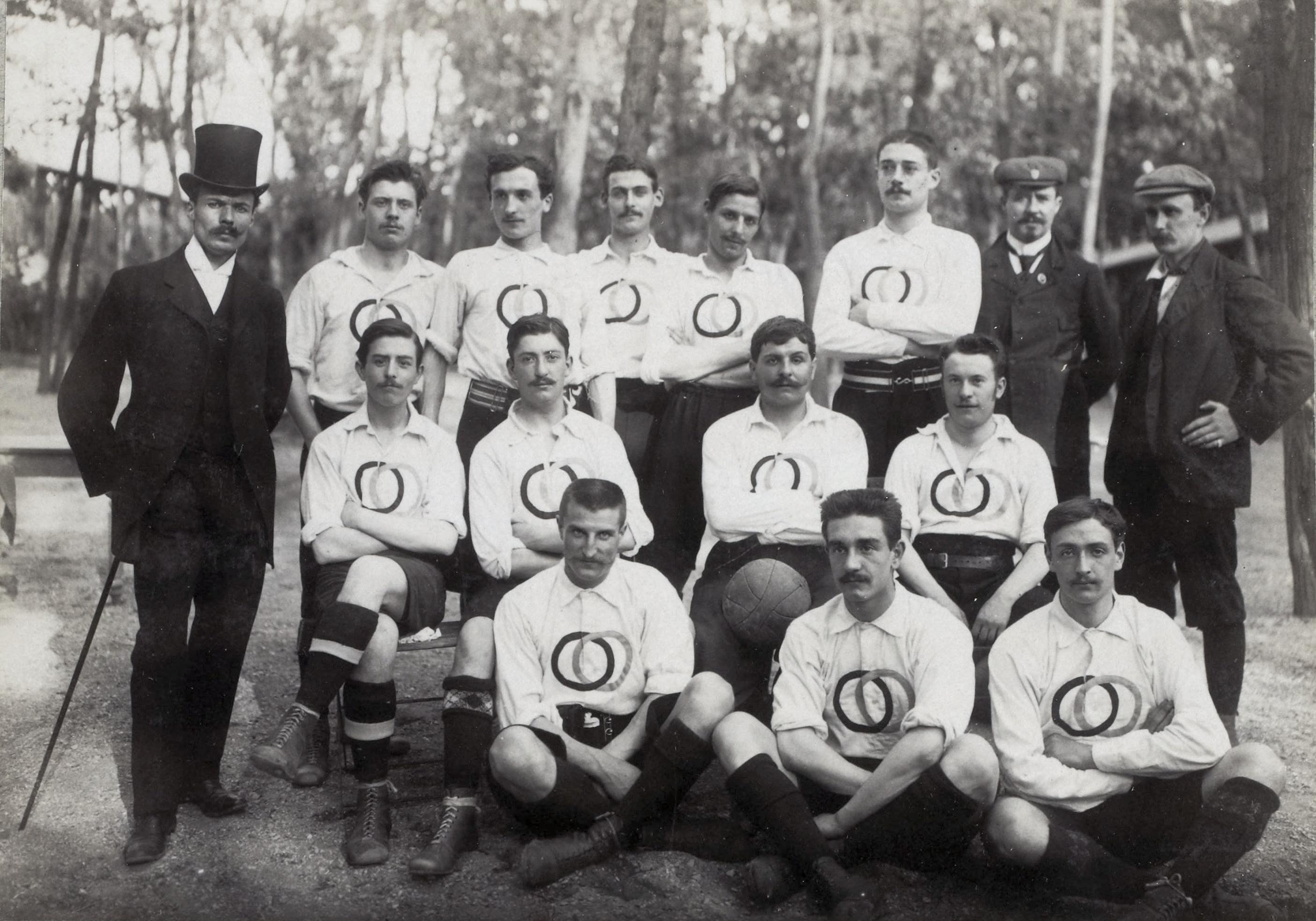
L'équipe USFSA aux Jeux olympiques 1900. Allemane est le 1er joueur debout depuis la droite.
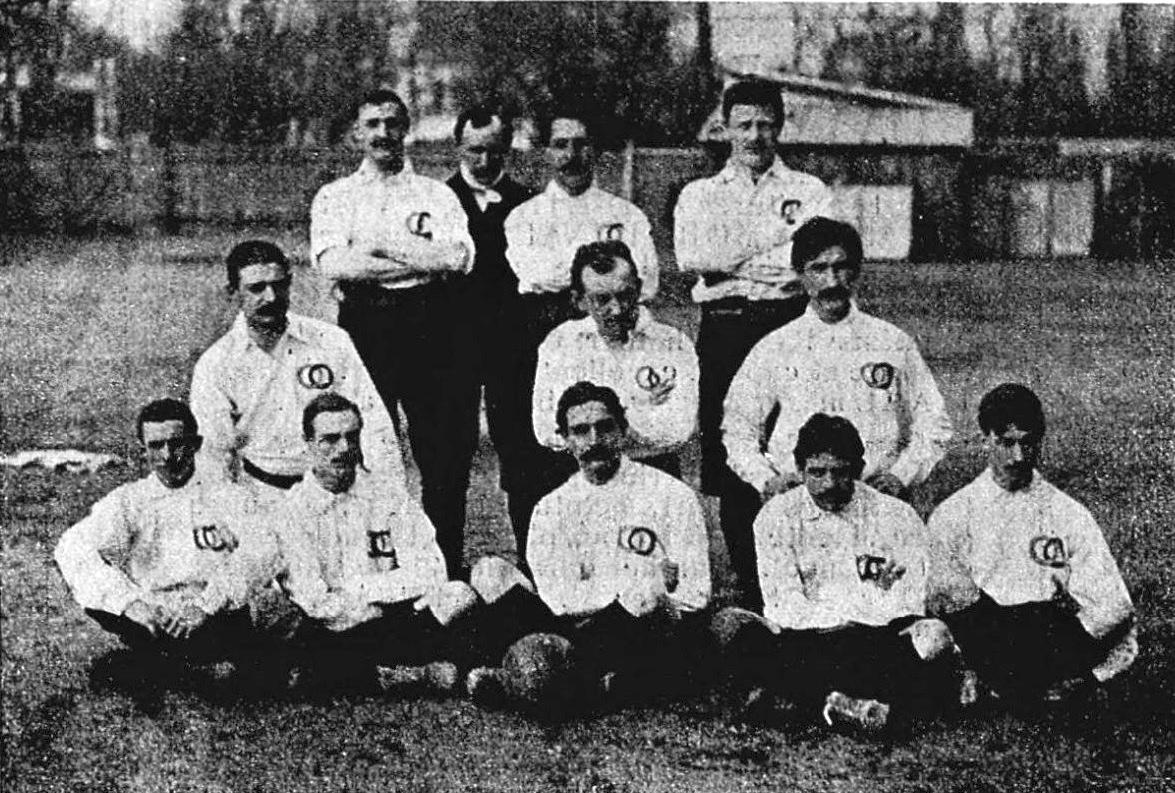
L'équipe USFSA, en mars 1904 au Parc des Princes. Allemane est le 1er au 2d rang.
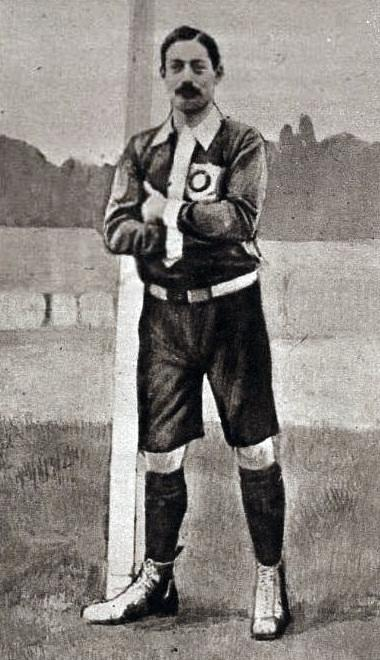
Pierre Allemane, capitaine de l'équipe de France de football en 1906.
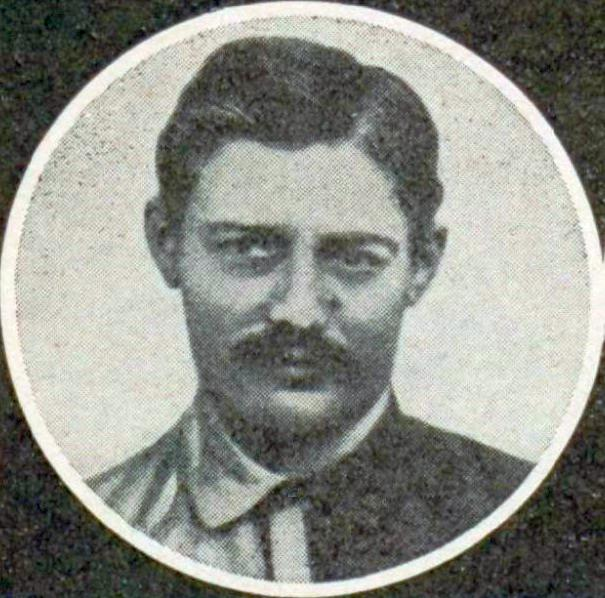
Le footballeur Pierre Allemane, au début des années 1910.